# Bankstown Line
Bankstown Line is een lijn, onderdeel van CityRail dat dienstdoet in de omgeving van Sydney, Wollongong en Newcastle. Deze lijn staat op plattegronden aangegeven in de kleur oranje. Het traject loopt van het station "Central" naar het westelijke Lidcombe en Liverpool